# Natàlia Tolstaia
Natàlia Nikítitxna Tolstaia, rus: Ната́лия Ники́тична Толста́я, fou una escriptora, traductora i professora russa de llengua i literatura sueques a la Universitat de Sant Petersburg. Va impartir classes d'història i cultura russes a Suècia i tingué una llarga trajectòria com a traductora de poesia sueca al rus. Va escriure, entre d'altres, una selecció de relats breus a la revista literària Zvezda (1993-2006); els llibres Dvoje (2002, Dues) i Siostry (1998, Germanes), aquest últim amb la seva germana i escriptora Tatiana Tolstaia, i nombrosos assaigs sobre la poesia russa i sueca per a la publicació Scandinavica de la Universitat de Sant Petersburg. El 1997 rebé el Dovlatov Literary Prize. Una de les seves darreres obres és el llibre de relats Odna (2004, Sola).